# Haltepunkt Delitzsch ob Bf
Der Haltepunkt Delitzsch ob Bf („Delitzsch oberer Bahnhof“) ist eine Betriebsstelle der Hauptbahn Halle (Saale) Hbf–Guben. Delitzsch ob Bf ist einer von zwei Reiseverkehrsbahnhöfen der sächsischen Kreisstadt Delitzsch. Der frühere Bahnhof und jetzige Haltepunkt liegt an der Bahnstrecke Halle–Cottbus und befindet sich im Regionalbereich Südost.
Das unter Denkmalschutz stehende Empfangsgebäude des Bahnhofs aus dem Jahr 1872 ist seit seiner Sanierung im Jahr 2008 Sitz der Theaterakademie Sachsen.

## Lage
Der Obere Bahnhof befindet sich in der südöstlichen Innenstadt. Nördlich des Bahnhofskomplexes liegt die Anna-Zammert-Straße, südlich der Lindenweg und der Ortsteil Döbernitz. Westlich verläuft aus Süden kommend der Lober.
Nördlich des Empfangsgebäudes verläuft das Verbindungsgleis vom Unteren Bahnhof zur Eisenbahnstrecke Cottbus – Eilenburg – Halle (Saale). Westlich schließt sich der Güterbahnhof Delitzsch an, in dem bis 1967 Anschluss an das Netz der ehemaligen Delitzscher Kleinbahn bestand.

## Geschichte

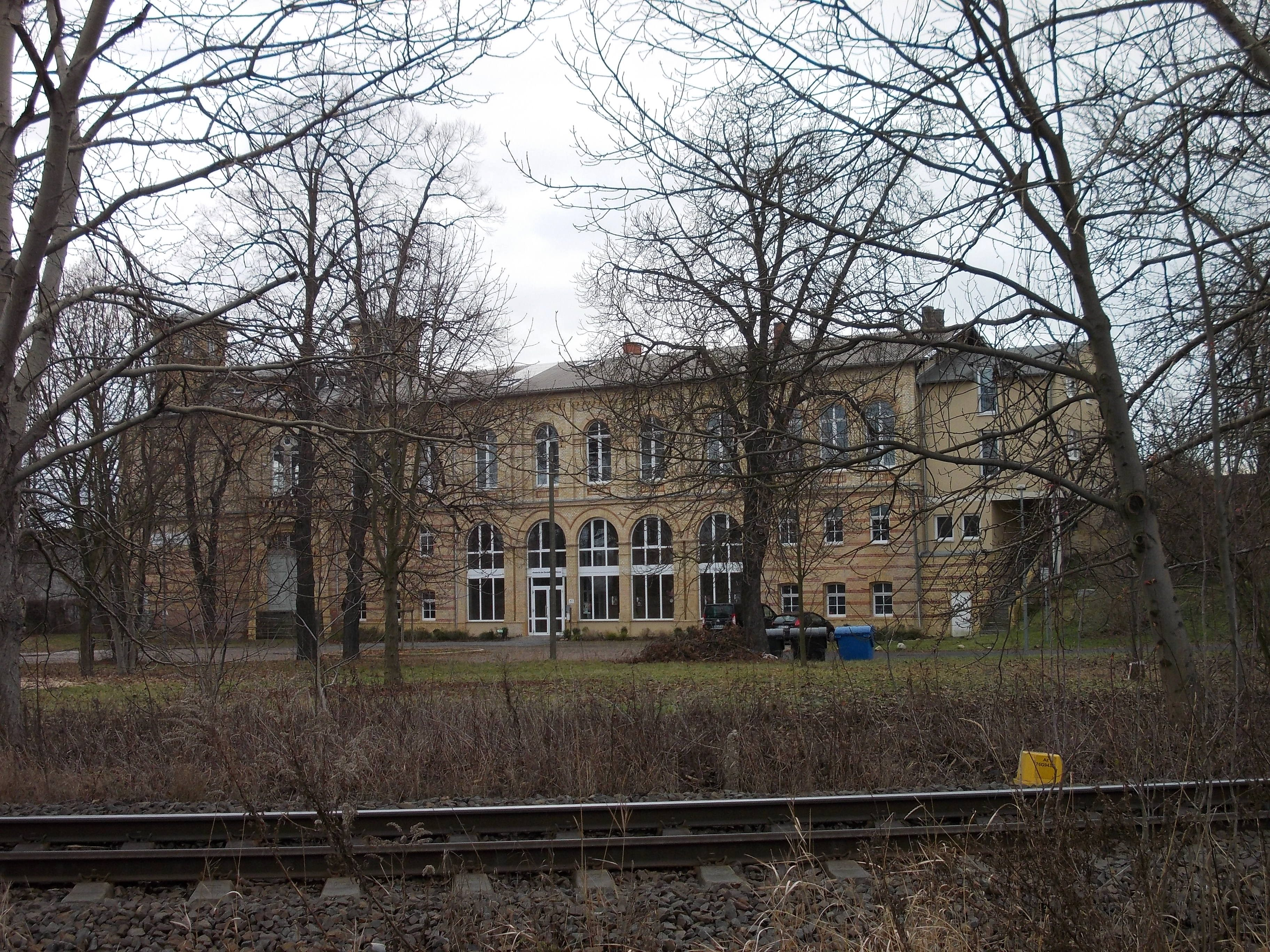
Empfangsgebäude, gesehen von Norden, im Vordergrund die Verbindungsstrecke Delitzsch unterer Bahnhof–Delitzsch Güterbahnhof.

Delitzsch hatte bereits durch den 1859 in Betrieb genommenen Berliner Bahnhof (heute: Delitzsch unt Bf) im Verlauf der Bahnstrecke Leipzig–Bitterfeld–Dessau einen Eisenbahnanschluss erhalten. 
Die Halle-Sorau-Gubener Eisenbahn des „Eisenbahnkönigs“ Bethel Henry Strousberg eröffnete 1872 mit der Bahnstrecke Halle–Cottbus den letzten Abschnitt ihrer namensgebenden Verbindung von Sorau bzw. Guben nach Halle (Saale). Mit Eröffnung der Strecke erhielt Delitzsch den heutigen Oberen Bahnhof als zweiten Bahnhof, damals als „Sorauer Bahnhof“ bezeichnet. Das im Stil des Historismus erbaute Empfangsgebäude wurde so errichtet, dass der Zugang im Winkel zwischen der Sorauer Bahn und der Strecke liegt.
Bis 1945 diente die Strecke durch Delitzsch dem intensiven Verkehr zwischen dem mitteldeutschen Industriegebiet und Schlesien. Die Schnell- und Eilzüge auf der Strecke wurden im Bahnhof Eilenburg jeweils geteilt bzw. vereinigt, so dass sowohl Halle als auch Leipzig direkt bedient wurden. Die Zugteile in/aus Richtung Halle hielten jeweils in Delitzsch. Im Sommerfahrplan 1939 wurde der Bahnhof somit durch drei Eilzug- und zwei Schnellzug-Paare bedient, Direkt- oder Kurswagenverbindungen bestanden unter anderem nach Breslau und Kassel.
Da Sorau nunmehr in Polen lag, änderte die Deutsche Reichsbahn den Bahnhofsnamen zum 15. September 1951 auf die heutige Bezeichnung. Die Deutsche Bahn beseitigte in den Jahren nach 1994 alle Gleise mit Ausnahme der Durchfahrtsgleise, seither ist Delitzsch ob Bf betrieblich ein Haltepunkt.
Nach der Wende 1990 stand das Empfangsgebäude leer und verfiel. Seit 2008 ist das von Januar bis Juli 2007 sanierte Gebäude Sitz der Theaterakademie Sachsen und Veranstaltungsort verschiedener kultureller Zwecke. 

## Verkehrsanbindung
Mit dem Fahrplanwechsel am 10. Dezember 2017 wurde der Haltepunkt Delitzsch ob Bf in das Netz der S-Bahn Mitteldeutschland integriert. Eingesetzt werden nur noch Triebwagen der Baureihe Bombardier Talent 2.
Von Dezember 2008 bis Dezember 2015 wurden die Züge zwischen Eilenburg und Halle (Saale) durch Transdev Regio Ost unter der Marke Mitteldeutsche Regiobahn mit Triebwagen der Baureihe Stadler Regio-Shuttle RS1 betrieben.
| Linie                    | Strecke                                     | Takt (min)              | EVU             |
| ------------------------ | ------------------------------------------- | ----------------------- | --------------- |
| S 9                      | Eilenburg – Delitzsch ob Bf – Halle (Saale) | 060 (Mo–Fr) 120 (Sa–So) | DB Regio Südost |
| Stand: 12. Dezember 2021 |                                             |                         |                 |